# Sofi Marinowa
Sofi Marinowa (bułg. Софи Маринова, ang. Sofi Marinova), właśc. Sofija Marinowa Kamenowa (bułg. София Маринова Каменова, ang. Sofiya Marinova Kamenova) (ur. 5 grudnia 1975 w Sofii) – bułgarska piosenkarka pochodzenia romskiego. 
Pozostaje jedną z najpopularniejszych piosenkarek w Bułgarii i laureatką wielu konkursów muzycznych. Reprezentantka Bułgarii w 57. Konkursie Piosenki Eurowizji (2012). Często porównywana do piosenkarki Lili Ivanovej.

## Życiorys
Urodziła się 5 grudnia 1975 w Sofii, choć jej rodzina mieszkała w tym czasie w pobliżu Etropole. Prezentowała swoje muzyczne i taneczne talenty już w wieku dwóch lat, których nauczyła ją matka. W szkole podstawowej była dobrą uczennicą. Spędziła rok w profesjonalnej szkole budowlanej. Po ósmej klasie przeniosła się do profesjonalnej szkoły dla krawców, choć rok później przyznała, że nigdy nie lubiła szycia. W trakcie nauki w szkole występowała w wielu musicalach szkolnych, takich jak np. Królewna Śnieżka. Podczas nauki w dziesiątej klasie lokalny zespół Super Express zaproponował jej, by została ich wokalistką. Jej ojciec nie pozwolił na to, ale ustąpił po namowach matki.

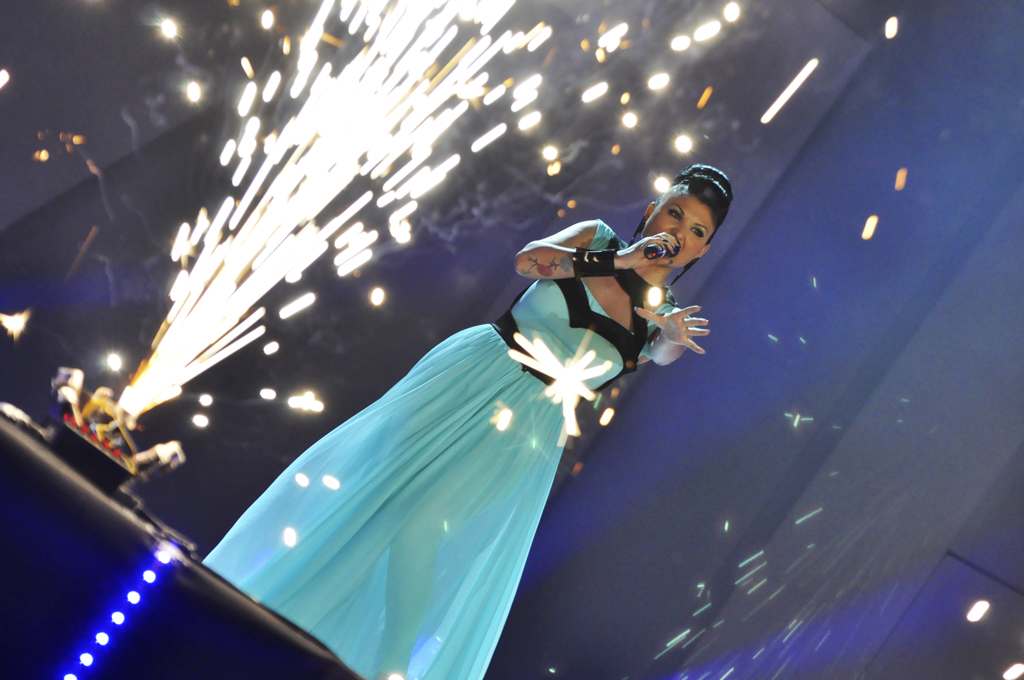
Marinowa podczas krajowych eliminacji do 57. Konkursu Piosenki Eurowizji (2012)

W wieku 17 lat zaczęła śpiewać na weselach i chrzcinach. Jej repertuar zawierał utwory Dragany Mirković, Michaela Jacksona, Sandry, Whitney Houston, jak i muzyki romskiej. Z zespołem Super Express wzięła udział w konkursie muzycznym w miejscowości Osikowica niedaleko Sofii. Poznała tam wielu piosenkarzy i jury, pod przewodnictwem rumuńsko-bułgarskiego muzyka Angelo Malikova. Na festiwalu poznała również perkusistę Petera, który później został ojcem jej jedynego dziecka, Lorenzo. Zdobyła główną nagrodę na festiwalu Stara Zagora, dzięki piosenkom „Stari Rani” i „Slanchitse moe”. Na dużą scenę została wprowadzona przez Nencho Kasamowa, prezesa wytwórni muzycznej ARA, który zauważył jej potencjał po zobaczeniu jej występu w restauracji, w której w tym czasie pracowała. Została zaproszona do udziału w nagraniach, czego efektem był album, zatytułowany Stari Rani. W 2004 podpisała kontrakt z wytwórnią Sunny Music i nawiązała współpracę z producentem Krumem Krumowem. Nagrała albumy: 5 oktawi lubow i Obiczam, a jej współpraca z hip-hopowcem Ustatą doprowadziła niektóre z jej piosenek do dużej popularności. W tym czasie nagrała też cover piosenki „Wietrowe” z Lili Iwanową.
W 2005 zajęła drugie miejsce z piosenką „Jedinstwieni” w finale krajowych eliminacji eurowizyjnych. Rok później ponownie wzięła udział w selekcjach, tym razem z piosenką „Lubowta je otrowa”, z którą zajęła 25. miejsce w półfinale. W 2007 zajęła trzecie miejsce w finale krajowych selekcji z utworem „Ja twoja”, który nagrała z Ustatą.

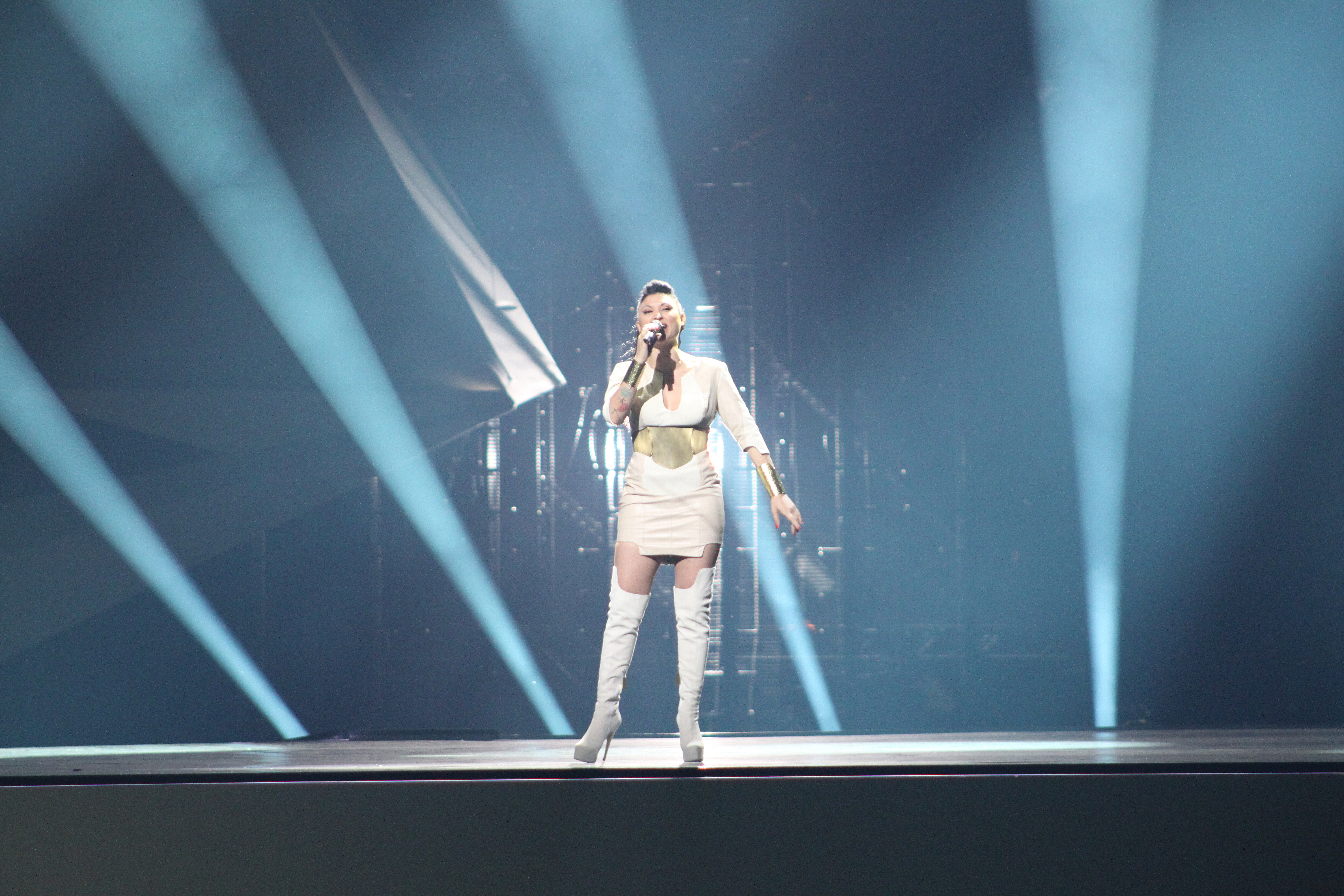
Marinowa podczas występu w 57. Konkursie Piosenki Eurowizji (2012)

W 2009 wydała album kompilacyjny pt. Sofi Marinova Best MP3 Collection, składający się z 64 najbardziej popularnych piosenek w jej dorobku, wydanych z wytwórnią Sunny Music. Pod koniec lutego 2012 z piosenką „Love Unlimited” wygrała finał krajowych eliminacji eurowizyjnych, dzięki czemu została wybrana na reprezentantkę Bułgarii w 57. Konkursie Piosenki Eurowizji w Baku. 28 marca, w ramach wydarzeń związanych z obchodami Międzynarodowego Dnia Romów zaśpiewała przed posłami i oficjalnymi gośćmi w budynku Parlamentu Europejskiego w Brukseli. 24 maja wystąpiła w drugim półfinale Eurowizji i zajęła 11. miejsce, nie przechodząc do finału.
Wiosną 2018 telewizja Nova wyemitowała szósty sezon programu Kato dwe kapki woda z udziałem Marinowej.

### Życie prywatne
Była żoną perkusisty Petera, z którym ma syna, Lorenzo. Była w długoletnim związku z synem byłego męża Petera, Daczo. Dwukrotnie planowali wziąć ślub, ostatecznie ich związek rozpadł się w 2010.

## Działalność filantropijna
W 2008 z Ustatą przyłączyła się do kampanii przeciwko handlowi ludźmi, dla której nagrali piosenkę „Czużdi ustni”. Oboje podróżowali po Bułgarii i spotykali się z młodzieżą w grupach ryzyka dla stania się ofiarami handlu ludźmi.
W 2010 została mianowana ambasadorem kampanii przeciwko biedzie i izolacji społecznej. Do jej zadań należy zwiększanie świadomości na temat zagadnień, biorąc udział w różnych działaniach i udostępnianiach własnego doświadczenia. Gdy została mianowana ambasadorem tej kampanii, powiedziała dziennikarzom: Myślę, że mogę być przydatna do tej kampanii. Ponadto ja sama pochodzę z ubogiej rodziny i jestem świadoma obaw ludzi biednych i pokrzywdzonych.

## Dyskografia

### Albumy studyjne

#### Wydane z zespołem Super Express[16]
- Мiecztа (1995)
- Bez konkurencija (1996)
- Stari rani (1997)
- Piesni ot syrce/Gilia tarowilo (1999)

#### Solowe[16]
- Jedistien moj (1997)
- Mojat syn (1999)
- Studien plamyk (2000)
- Nieżna je noszczta (2001)
- Osydiena lubow (2002)
- 5 oktawi lubow (2004)
- Obicza (2005)
- Ostani (2006)
- Wremie spri (2008)
- VIP-y (2009)

#### Albumy kompilacyjne[16]
- Best 1 (2003)
- Best 2 (2003)
- Hitowe (2005)
- Golden Hits (2007)
- MP3 Best Collection (2010)